# Oda da Escócia
Santa Oda da Escócia (c. 680 - c. 726) foi uma mulher, supostamente de origem escocesa, que se tornou santa na Holanda. Seu dia de festa é 23 de outubro.

## Vida
Oda nasceu cega  e seu pai a enviou em peregrinação a Liège para visitar as relíquias de São Lamberto. Enquanto orava no túmulo de São Lamberto, ela foi milagrosamente curada de sua cegueira. A cura milagrosa de Oda está registrada na vitae do século VIII de São Lamberto. Prometendo dedicar sua vida a Deus, ela voltou para a Escócia.
De acordo com registros escritos no século XIII, seu pai queria que ela arranjasse um casamento para ela. Por causa de seu voto, ela e sua empregada fugiram pelo Mar do Norte. Após uma peregrinação a Roma e Monte Sant'Angelo sul Gargano, Oda orou em várias aldeias na Holanda e na Bélgica e finalmente se estabeleceu em Venray, apenas para ser repetidamente perturbada por uma pega. Em busca de solidão, ela fugiu das pega e os pássaros a levaram para o espaço aberto na floresta. Lá, os moradores construíram uma cabana para ela.
Para proteger o seu humilde abrigo do vento, granizo, chuva e neve e para se esconder da vista do mundo, Oda plantou alguns arbustos. No dia seguinte, eles já haviam crescido em uma sebe espessa. Seu pai a procurou e, como na história de Santa Dimpna, sua localização foi revelada pelo uso de moedas de sua terra natal. No entanto, quando ele tentou se aproximar de sua cabana, as pega repetidamente o expulsaram. Por fim, ele desistiu e voltou para a Escócia sem ela. Ela permaneceu lá como uma eremita.

## Iconografia
Santa Oda é geralmente retratada usando um longo vestido azul com um ombro nu. Ela geralmente carrega um bastão ou um livro (simbólico para sua cura da cegueira). Ela sempre é mostrada com uma pega na mão e uma coroa sob os pés (símbolo de sua rejeição do reino terreno de seu pai). 

Bandeira de Sint-Oedenrode

## Veneração
Após a morte de Oda, sua humilde cabana tornou-se um local de peregrinação. "O lugar de Santa Oda na floresta" tornou-se a cidade de Sint-Oedenrode, Holanda (em holandês, um pequeno espaço aberto feito pelo homem na floresta é chamado de 'passeio'). Assim como a bandeira da Escócia, a bandeira de Sint-Oedenrode é uma bandeira branca em um campo azul.

Pedaços do crânio e dos dentes de Santa Oda são mantidos na Igreja de São Martinho de Sint-Oedenrode. Várias estátuas e pinturas são mantidas em uma capela dedicada a Oda no jardim da igreja. Os peregrinos visitaram Santa Oda para alívio de dores nos olhos e doenças relacionadas à cabeça. 